# Colibri à tête rose
Pour les articles homonymes, voir Tête rose.
Espèce
Statut de conservation UICN

 VU B1ab(i,ii,iii,v) : Vulnérable
Statut CITES
Le Colibri à tête rose (Anthocephala floriceps) est une espèce d'oiseaux de la sous-famille des Trochilinae.

## Taxonomie
Avant les travaux phylogéniques menés par Lozano-Jaramillo et al. (2014), le Colibri du Tolima était considéré comme une sous-espèce.

## Distribution
Cet oiseau est endémique de la Colombie où elle occupe la Sierra Nevada de Santa Marta.

Aire de répartition de l'espèce